# Mastok
Mastok (vitryska: Масток) är en agropolis i Belarus.   Den ligger i voblasten Mahiljoŭs voblast, i den nordöstra delen av landet, 190 km öster om huvudstaden Minsk. Mastok ligger 197 meter över havet och antalet invånare är 650.

## Natur och klimat
Terrängen runt Mastok är platt. Runt Mastok är det ganska tätbefolkat, med 192 invånare per kvadratkilometer.. Närmaste större samhälle är Mahiljoŭ, 10,2 km sydväst om Mastok.
Trakten runt Mastok består till största delen av jordbruksmark.